# The Metallist
The Metallist je šestým studiovým albem české metal/crust´n rollové hudební skupiny Malignant Tumour, které vyšlo 25.10.2016 ve formátu digiCD, LP, MC a v limitované sérii na metalboxCD a pictureLP

## Seznam skladeb
- Fine Hellride
- The Metallist
- Fly High
- Walk as We Talk
- Kiss by Hammer
- I Want to Die with no Pants on
- Missing Rebellion
- 1989
- Rolling Coals
- Swimming in Mud
- Wicked
  - We are Malignant (pouze na limitované sérii metalboxCD a pictureLP)

## Produkce
- Malignant Tumour

## Sestava
- Bilos – zpěv, kytara
- Šimek – basa, doprovodný zpěv
- Bohdič – bicí
- Korál – kytara, doprovodný zpěv

## Hosté
- žádní hosté

## Ocenění/nominace
Ceny Břitva
| Rok  | Nominace                  | Kategorie      | Výsledek  |
| ---- | ------------------------- | -------------- | --------- |
| 2016 | Album The Metallist       | Album roku     | nominace  |
| 2016 | Videoklip Walk as We talk | Videoklip roku | vítězství |

## Vydání
Album vyšlo 25.10.2016 ve formátu digiCD, LP, MC a v limitované sérii (500 ks) na metalboxCD a pictureLP.